# John Lewis & Partners
Pour les articles homonymes, voir John Lewis.
John Lewis & Partners anciennement John Lewis est une entreprise vendant tout types de produits. L'entreprise est une Coopérative de travail associé connue sous le nom de John Lewis & Partnership, la plus grande du Royaume-Uni.

## Histoire
En 1864, John Lewis ouvre une petite boutique de tissus dans Oxford Street à Londres et rachète l'entreprise Peter Jones, en 1905, avant de laisser l'entreprise à son fils, John Spedan Lewis. 
L'entreprise John Lewis est fondée en 1929 par John Spedan Lewis, un an après la mort de son père, et devient une société anonyme. 
John S. Lewis commence à expérimenter une meilleure façon de gérer l'entreprise et inclut le personnel dans ses prises de décisions. Il définit les principes de fonctionnement de l'entreprise et rédige une constitution écrite pour aider les associés à comprendre leurs droits et responsabilités en tant que co-actionnaires. 
Entre 1937 et 1940, l'entreprise rachète Waitrose Ltd ainsi que les succursales du groupe Selfridge Provincial,. 
Dans les années 1950, la distribution alimentaire en Angleterre évolue, le service au comptoir fait place au libre-service. Le premier libre-service Waitrose a ouvert à Southend en 1953, et le premier supermarché Partnership a suivi en 1955, à Streatham.
De 2004 à 2010 la société a été membre de l'Association Internationale des Grands Magasins qu'elle a rejoint de nouveau en 2025.

## Magasins
Le premier magasin John Lewis & Partner se situe à Londres au Royaume-Uni mais de nombreux magasins sont ouverts au Royaume-Uni ainsi qu'à l'international,:
- Irlande,
- Dubaï,
- Singapour,
- Malaisie,
- Philippines.